# Peter Liu Cheng-chung
Peter Liu Cheng-chung (chiń. upr. 刘振忠; chiń. trad. 劉振忠; pinyin Liú Zhènzhōng; ur. 12 kwietnia 1951 w Hushui) – tajwański duchowny katolicki, biskup Kaohsiung od 2006.

## Życiorys
Święcenia kapłańskie otrzymał 13 kwietnia 1980.
Od 2009 roku jest przewodniczącym Katolickiego Uniwersytetu Fu Jen.

## Episkopat
1 lipca 1994 został mianowany biskupem diecezji Jiayi. Sakry biskupiej udzielił mu kard. Jozef Tomko.
5 lipca 2004 Jan Paweł II mianował go biskupem koadiutorem diecezji Kaohsiung. Pełnię rządów w diecezji objął 6 stycznia 2006, po przejściu na emeryturę poprzednika - kard. Paula Shan Kuo-hsi. W 2009 został podniesiony do rangi arcybiskupa Ad personam.